# Brigata corazzata “Centauro”

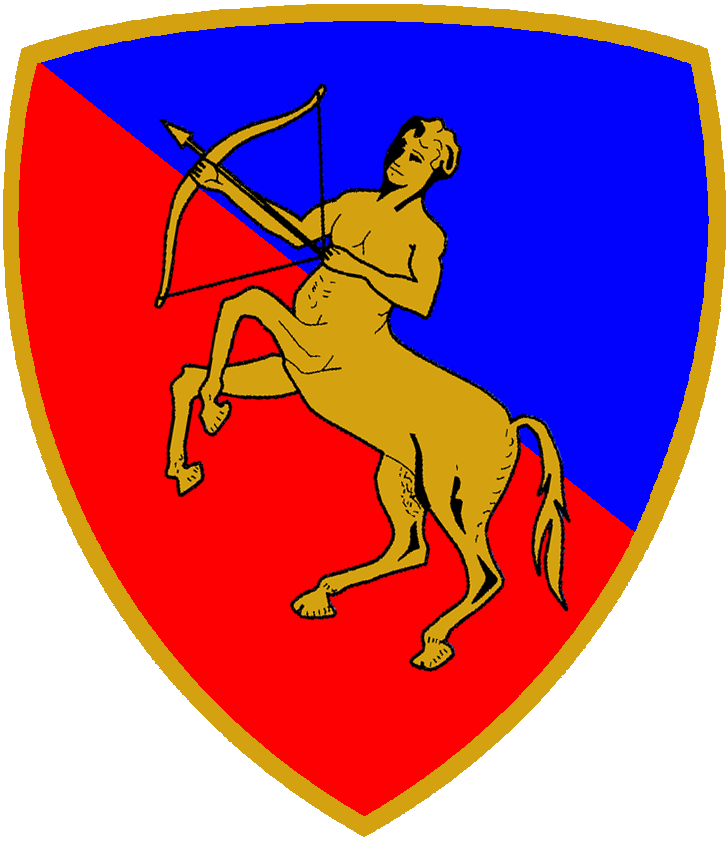
Wappen der Brigade Centauro

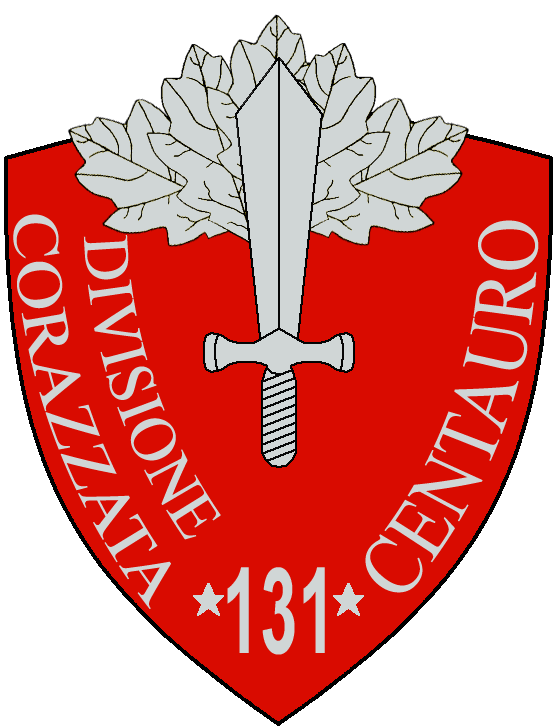
Wappen der 131. Panzerdivision Centauro im Zweiten Weltkrieg

Die Brigata corazzata “Centauro” (deutsch Panzerbrigade „Centauro“) war ein Großverband des italienischen Heeres. Die Verbände der Brigade waren bis 2002 im Piemont und in der Lombardei stationiert. Die Brigade geht zurück auf die 131. Panzerdivision „Centauro“, welche im Zweiten Weltkrieg eine der drei italienischen Panzerdivisionen war.

## Geschichte
Aufgestellt wurde die Brigade am 1. Juni 1936 als 1. Panzerbrigade mit dem 5. (später 7.) Bersaglieri-Regiment und dem 31. Panzerregiment. Am 20. April 1939 entstand aus der Brigade die 131. Panzerdivision „Centauro“ (dt.: Kentaur) mit dem 5. Bersaglieri-Regiment, dem 31. Panzerregiment und dem 131. Panzerartillerieregiment. Die Division nahm 1939 an der Besetzung Albaniens und 1940 am desaströsen italienischen Feldzug gegen Griechenland teil, 1941 wurde sie bei dem Feldzug gegen Jugoslawien eingesetzt. 1941 erhielt die Division das neue 131. Panzerregiment. Ab August 1942 verlegte die Division schrittweise Verbände nach Nordafrika und kämpfte unter General Calvi di Bergolo dann besonders in der Schlacht um Tunesien, wo sie sich bei Gafsa, auf dem Kasserine-Pass, an der Mareth-Linie und bei Akarit auszeichnete.
Nach der Niederlage in Tunesien entstand die Division in Italien erneut, indem man die neue 1. Panzerdivision „M“ (für Mussolini) der faschistischen Schwarzhemden am 27. Juli 1943 in 136. Panzerdivision „Centauro II“ umbenannte und sie wiederum Calvi di Bergolo unterstellte. Diese Division wurde nach dem Waffenstillstand im September 1943 bei Rom aufgelöst.
1951 stellte man in Novara erneut eine Panzerbrigade mit dem Namen „Centauro“ auf, die 1952 in Nordwestitalien zur Panzerdivision „Centauro“ aufwuchs. Sie bestand aus dem 31. Panzerregiment, dem 3. Bersaglieri-Regiment, dem 131. Panzerartillerieregiment, sowie aus dem 15. Kavallerieregiment „Cavalleggeri di Lodi“ und verschiedenen Divisionstruppen. Nachdem man seit 1963 mit gemischten Verbänden experimentiert hatte, entstanden mit der Heeresreform von 1975 die drei gemischten Brigaden der (de facto mechanisierten Infanterie-)Division: die 31. Panzerbrigade „Curtatone“ in Bellinzago Novarese, die mechanisierte Brigade „Legnano“ in Bergamo (die geplante Umstrukturierung zu einer Panzerbrigade fand nie statt) und die 3. Bersaglieri-Brigade „Goito“ in Mailand. 1986 schaffte man in Italien die Divisionsebene ganz ab und unterstellte die Brigaden den Korps oder Militärregionen direkt. Bei dieser Gelegenheit übernahm die 31. Panzerbrigade „Curtatone“ den Namen der aufgelösten Division „Centauro“.
Während des Kalten Kriegs war die Panzerdivision „Centauro“ dem im Nordwesten Italiens gelegenen III. Korps unterstellt, das im Fall eines Angriffs des Warschauer Pakts die Aufgabe hatte, den Feind mit dem im Nordosten stationierten V. Korps möglichst an der Piavelinie zum Stehen zu bringen.
Nach Ende des Kalten Kriegs wurde zunächst die 3. Bersaglieri-Brigade „Goito“ 1991 aufgelöst, 1997 dann auch die mechanisierte Infanteriebrigade „Legnano“, die 1993 Leitverband bei einem italienischen Friedenseinsatz in Somalia gewesen war. Eine geplante Verlegung der Panzerbrigade „Centauro“ nach Apulien wurde nicht durchgeführt, jedoch gingen die beiden Panzerregimenter (Bataillonsstärke) 31 und 131 nach Süditalien (wo letzteres 2013 in Persano aufgelöst wurde, 2020 das 31. in Lecce).
1996 bestand die Brigade aus dem 2. und 3. Bersaglieri-Regiment in Legnano und Mailand, aus dem 4. Panzerregiment in Bellinzago Novarese, aus dem 52. Panzerartillerieregiment „Torino“ in Vercelli, sowie aus Logistik- und Ausbildungseinheiten. Vorübergehend führte die nunmehr mechanisierte Brigade noch das 1. Kavallerieregiment „Nizza Cavalleria“ und das 21. Infanterieregiment „Cremona“. Alle Regimenter hatten Bataillonsstärke.
Im Jahr 2002 wurde die Brigade aufgelöst. Das traditionsreiche 3. Bersaglieri-Regiment sowie das 4. Panzerregiment wurden noch für einige Jahre der Panzerbrigade Ariete in Pordenone unterstellt, das Kavallerieregiment „Nizza Cavalleria“ ging an die Alpini-Brigade Taurinense in Turin, das Artillerieregiment an einen Unterstützungsverband. Der verkleinerte Brigadestab in Novara übernahm für einige Zeit noch Reservefunktionen, er führte jedoch im Normalfall keine eigenen Verbände mehr.
Bis zu ihrer Auflösung im Jahr 2002 nahm die Brigade an etlichen Auslandseinsätzen teil, darunter an den Missionen in Somalia, Albanien und im ehemaligen Jugoslawien.

## Wappen

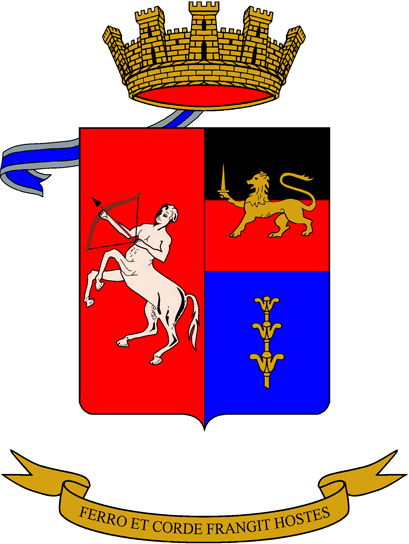
31. Panzerregiment
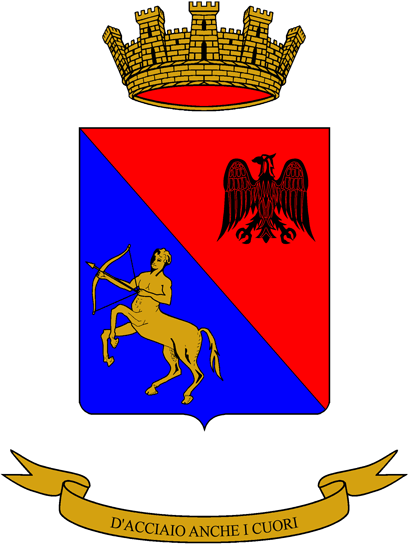
131. Panzerregiment
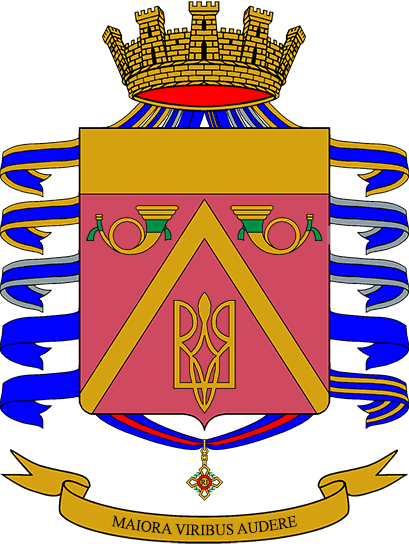
3. Bersaglieri-Rgt.
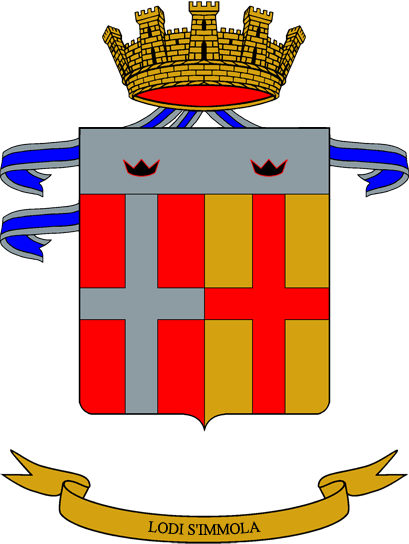
Cavalleggeri di Lodi (15.)
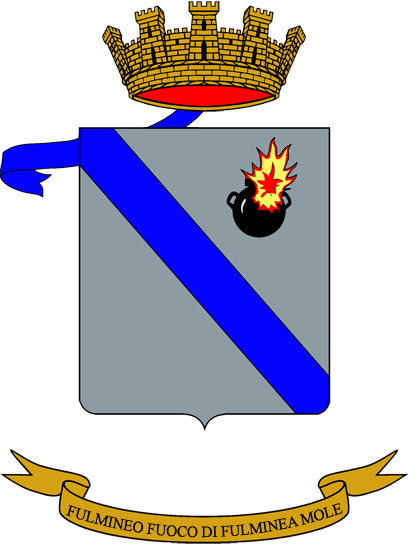
131. Panzerartillerie-Rgt.
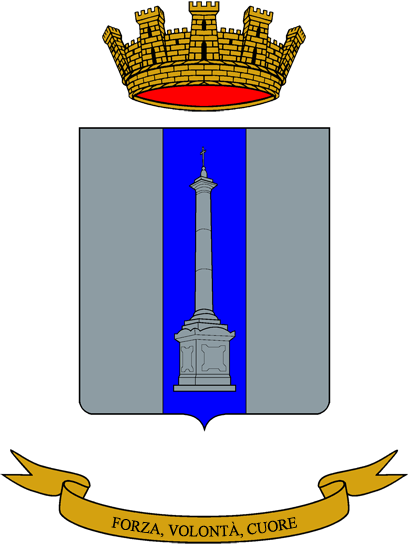
Logistik-Btl. Centauro